# Broadside ballad

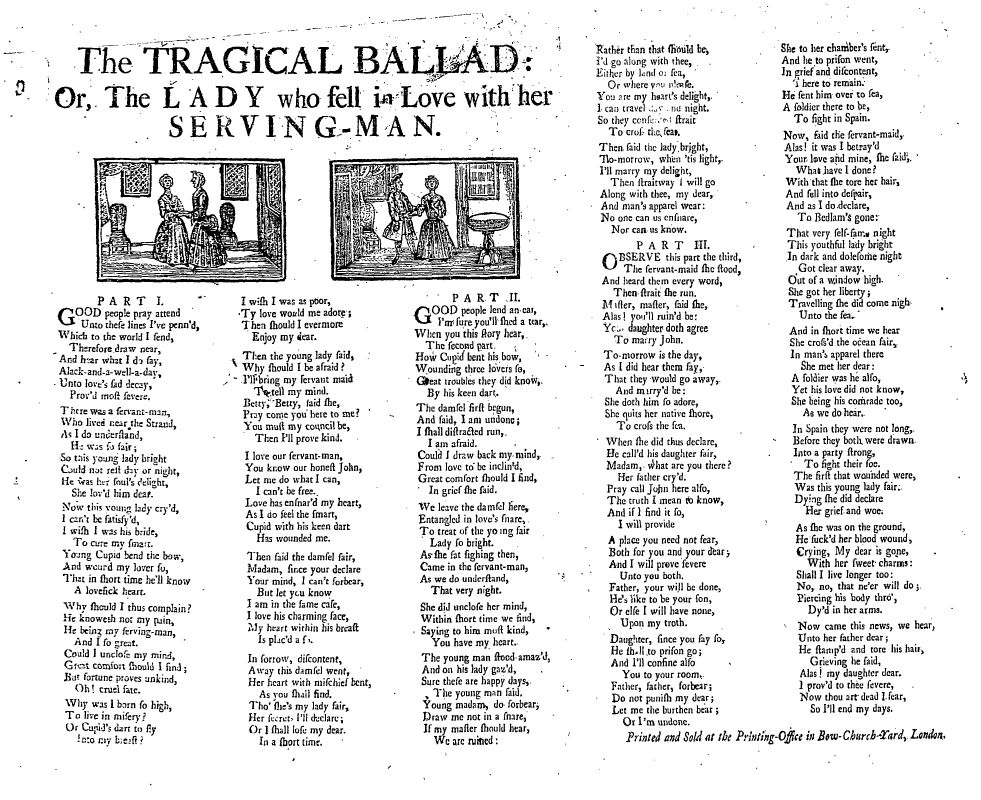
18. századi broadside ballad

A broadside ballad (az angol broadside + ballad, azaz ’egylapos nyomtatvány’ + ’ballada’ kifejezésekből) az angol városok utcáin, illetve vidéki vásárokon terjesztett, dallamot is tartalmazó, balladaszerű költemény, amelyet egyetlen lapra nyomtattak. Virágkora kb. 1500 és 1920 közt volt. A lapot rendszerint egy durván kidolgozott fametszet is díszítette, a megfelelő dallamra a To the tune of… (’…dallamára’) felirat utalt, amely általában a kor egyik ismert énekét nevezte meg. Ugyan leggyakrabban doggerel verse, vagy valamilyen helyi vonatkozású ének volt, ritkán irodalmi értékű alkotást is nyomtattak a kezdetben öthasábos, később csupán egyetlen hasáb méretű lapra. Igen sok broadside ballad vált népdallá az idők során, bár ennek ellenkezője is előfordult, azaz népdalokból lett broadside ballad. Az Amerikai polgárháborút követő 30-40 évben Amerikában is igen népszerű lett, az első világháborút megelőző évekre főleg a fekete közösségekbe szorult vissza.
A broadside balladok tárgya vegyes: háborús események, bűncselekmények, híres emberek halála, házasságai, tengerésztörténetek stb. Előadásmódjuk harsány, szenzációhajhászó. Amerikában viszonylag gyakoribb volt a modernebb szerelmi történetek ilyetén megjelenése.